# Witbuikmiervogel
De witbuikmiervogel (Myrmeciza longipes) is een zangvogel uit de familie Thamnophilidae (miervogels).

## Verspreiding en leefgebied
Deze soort komt voor van Panama tot het noorden van Zuid-Amerika en telt vier ondersoorten:
- M. l. panamensis: oostelijk Panama en noordelijk Colombia.
- M. l. longipes: noordoostelijk Colombia, noordelijk Venezuela en Trinidad.
- M. l. boucardi: noordelijk-centraal Colombia.
- M. l. griseipectus: zuidoostelijk Colombia, zuidelijk Venezuela, de Guyana's en noordoostelijk Brazilië.

## Status
De grootte van de populatie is in 2019 geschat op 0,5-5 miljoen volwassen vogels. Op de Rode lijst van de IUCN heeft deze soort de status niet bedreigd.